# Stefan Paszyc
Stefan Włodzimierz Paszyc (ur. 5 stycznia 1925 w Poznaniu, zm. 12 stycznia 2022) – polski chemik, profesor nauk chemicznych, wykładowca akademicki.

## Życiorys
W 1950 ukończył studia chemiczne na Uniwersytecie im. Adama Mickiewicza w Poznaniu. W 1959 uzyskał stopień naukowy doktora, habilitował się w 1966. Tytuł profesora nadzwyczajnego uzyskał w 1973, a profesora zwyczajnego w 1983. Zawodowo do czasu przejścia na emeryturę związany z Wydziałem Chemii UAM. Kształcił się także na University of Cambridge, był kierownikiem Zakładu Fizyki Chemicznej na Wydziale Chemii macierzystej uczelni. Specjalizował się w zakresie chemii fizycznej, fotochemii i spektroskopii molekularnej. Był autorem pierwszego w języku polskim podręcznika akademickiego z zakresu podstaw fotochemii.

## Odznaczenia
W 2011 został odznaczony Krzyżem Komandorskim Orderu Odrodzenia Polski. Był także odznaczony Krzyżem Kawalerskim Orderu Odrodzenia Polski oraz Medalem 40-lecia Polski Ludowej.